# Jean-Pierre Luppi
Jean-Pierre Luppi, né le 27 avril 1941 à La Tronche (Isère), est un homme politique français.

## Politique
Il est député de 1988 à 1993 dans la 2e circonscription de l'Isère, il se représente en 1993 mais ne dépasse pas le premier tour en finissant troisième avec 19,55 %, derrière les candidats UPF-UDF et PCF. Il laisse son siège au communiste Gilbert Biessy qui remporte l'élection au second tour avec 56,39 %. Jean-Pierre Luppi se représente à la députation en 2002 et termine cette fois-ci cinquième avec 3,05 %. Aux municipales de 1989, il se présente à la mairie de Saint-Martin-d'Hères comme dissident PS mais il termine second au premier tour avec 48,50 % soit 265 voix d'écart avec le maire PCF sortant Joseph Blanchon.
Jean-Pierre Luppi est un temps exclu du PS pour s'être présenté à cette élection.
Il se représente aux élections municipales de 1995 à Saint-Martin-d'Hères, il est deuxième en réalisant 30,42 % au premier tour et il participe à une triangulaire au second tour face au maire PCF et à un candidat RPR. Jean-Pierre Luppi est deuxième avec 34,10 % soit 143 voix d'écart face au maire sortant qui est réélu avec 35,67 %.
En 1989, Jean-Pierre Luppi remet un rapport (La vie des lycéens dans les établissements techniques et professionnels) au Premier Ministre Michel Rocard, mettant en évidence les problèmes d'hygiène et de sécurité,.
Il est aujourd'hui secrétaire de l'Union Territoriale des Retraités à la CFDT en Isère.